# Cima Stubele
La Cima Stubele è una montagna delle Alpi alta 2671 m s.l.m., del gruppo delle Maddalene, nelle Alpi Retiche meridionali.

## Descrizione
Situata al confine fra la provincia di Trento e di Bolzano, rappresenta la terza vetta per altitudine del gruppo delle Maddalene preceduta da cima Tuatti (2.701 m) e Punta di Quaira (2.752 m).
Dal punto di vista orografico risulta essere un importante nodo per le valli di Clapa, Lavazzè e Monte d'Ora che raggiungono le sue pendici.
Dalla croce di vetta si gode di un panorama a tutto tondo che spazia dalla Val di Non (in particolare sul Monte Ozol e Monte Roen), alla Val d'Ultimo con le innumerevoli cime del gruppo Ortles-Cevedale che fanno da sfondo, dalla Marmolada al gruppo Adamello Brenta.

## Via di salita
La via più utilizzata parte da Mocenigo (Rumo) nella parte nord-ovest della Valle di Non.
Da Mocenigo si procede fino alla località Fontane dove inizia la strada forestale che conduce alla Malga Lavazzè (1639 m). Pochi metri più avanti si svolta a destra inerpicandosi lungo un ripido sentiero, inizialmente boschivo, che conduce alla Malga Masa Murada (2046 m).Di qui si guadagna quota spostandosi in direzione ovest lungo il sentiero 134, che costeggia il lago Poinella per poi raggiungere il passo della Siromba (2407 m), da qui si prosegue lungo la cresta, caratterizzata ancora dal segnavia nº 134, fino alla vetta.
Questo itinerario non presenta particolari difficoltà alpinistiche, l'elemento che lo rende impegnativo è certamente il dislivello (circa 1600 m), sconsigliando quindi l'approccio a persone poco allenate.